# Veranda

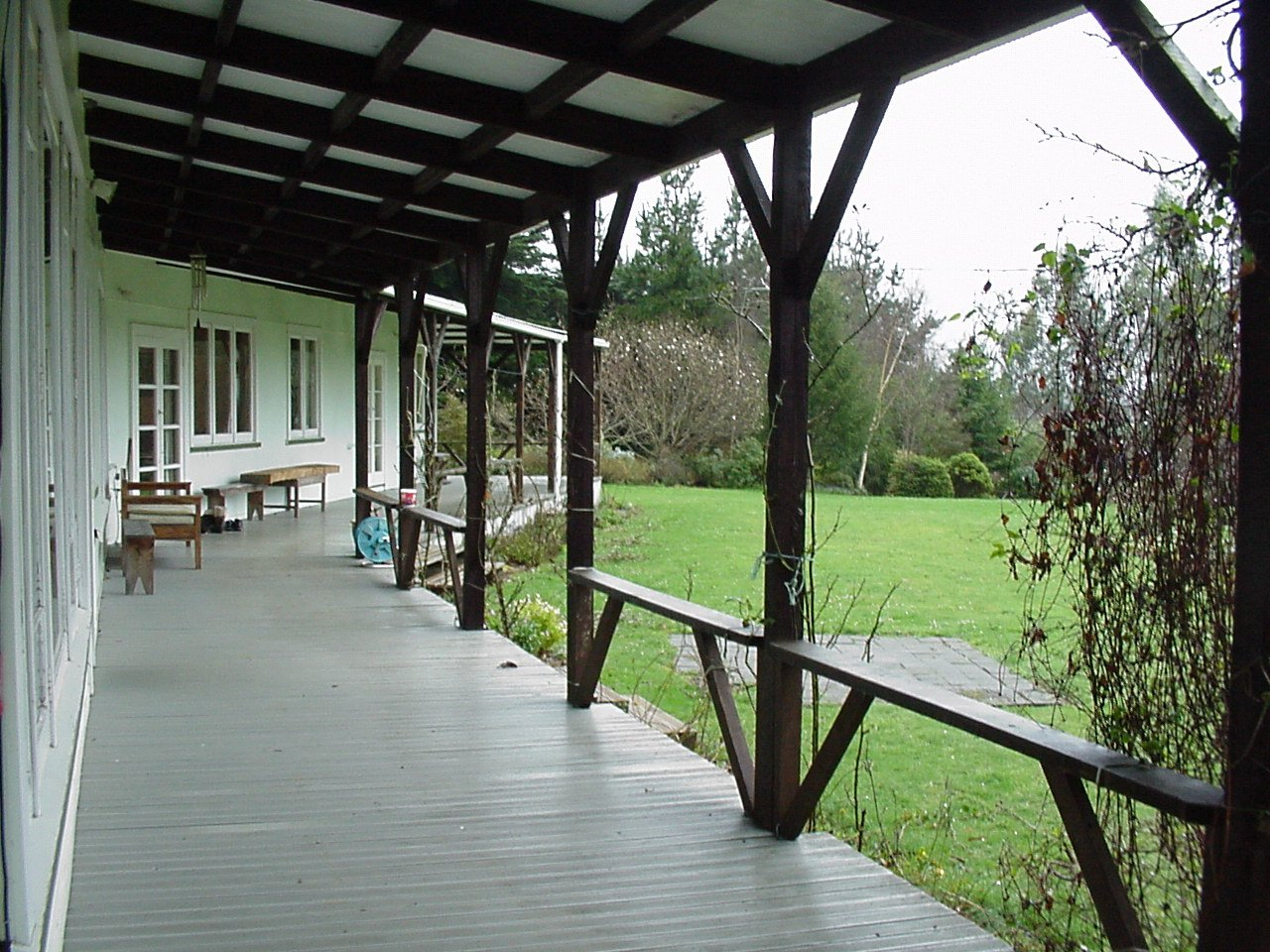
Eine zum Garten geöffnete Veranda

Eine Veranda ist ein halb offener, bedachter, oft auf hölzernen Ständern ruhender Anbau an Land- oder Wohnhäusern oder eine überdachte Terrasse, die die Seiten des Hauses vor direkter Sonneneinstrahlung schützt und auf der man sich auch bei Regen an der frischen Luft aufhalten kann, ohne nass zu werden.
Veranden findet man vor allem in wärmeren Gebieten, insbesondere in Australien und im Süden der USA. In gemäßigten Breiten können sie mit Windschutzwänden und Lichtplatten einem Wintergarten angenähert sein.

## Etymologie
Das Wort Veranda wurde im 18. Jahrhundert aus einer indischen Sprache (vgl. Bengali bārāṇḍā und Hindi varaṇḍā) ins Englische entlehnt und gelangte von dort im 19. Jahrhundert ins Deutsche und weitere europäische Sprachen. Da es jedoch schon sehr früh in portugiesischen (hier spätestens 1498) und spanischen Texten völlig selbstverständlich verwendet wurde, ist es ursprünglich aber wahrscheinlich kein indisches Wort, sondern wurde vielmehr von den portugiesischen und spanischen Ostindienfahrern des 16. und 17. Jahrhunderts nach Indien gebracht und von den späteren englischen Kolonialherren nach Europa „reimportiert“. In diesem Falle geht es letztlich wohl auf spätlateinisch vāra „Querholz, gabelförmige Stange“ bzw. auf das Gerundivum eines (allerdings so nicht bezeugten) Verbs *vārāre „mit Stangen abschließen“ zurück und bedeutet demnach eigentlich „Umgrenzung, Absperrung“.

## Veranden und Ähnliches in den Vereinigten Staaten
In der Wohnarchitektur der Vereinigten Staaten sind Veranden und Ähnliches weitaus stärker verbreitet als etwa in Mitteleuropa. Dort unterscheidet man:
Porchein an die Außenwand angebauter überdachter Bereich; Dach kann auf Säulen gestützt sein; zum Aufenthalt bestimmt und oft mit Möbeln bestückt; kann, um ganzjährig benutzbar zu sein, durch Wände, Fliegengitter oder Fensterscheiben abgeschirmt sein; der Terminus wird eher im Norden der USA benutzt
Verandaein an die Außenwand angebauter überdachter Bereich, oft L-förmig oder noch komplexer um das Haus herumgebaut; zum Aufenthalt bestimmt und oft mit Möbeln bestückt; oft mit Geländer; der Übergang zwischen Porch und Veranda ist fließend, der Terminus „Veranda“ wird jedoch eher im Süden der USA benutzt
Porticoein kleiner, stets von Säulen gestützter überdachter Bereich vor der Haustür (Portikus), der den Eingangsbereich akzentuiert und insbesondere bei Regenwetter einen Übergangsbereich zwischen Innen und Außen bildet, aber nicht zum Aufenthalt bestimmt ist
Porte-cochèreähnlich wie Portico, aber größer und nicht für Fußgänger, sondern für Personen bestimmt, die mit einem Fahrzeug ankommen; eher vor Neben- als vor Haupteingängen

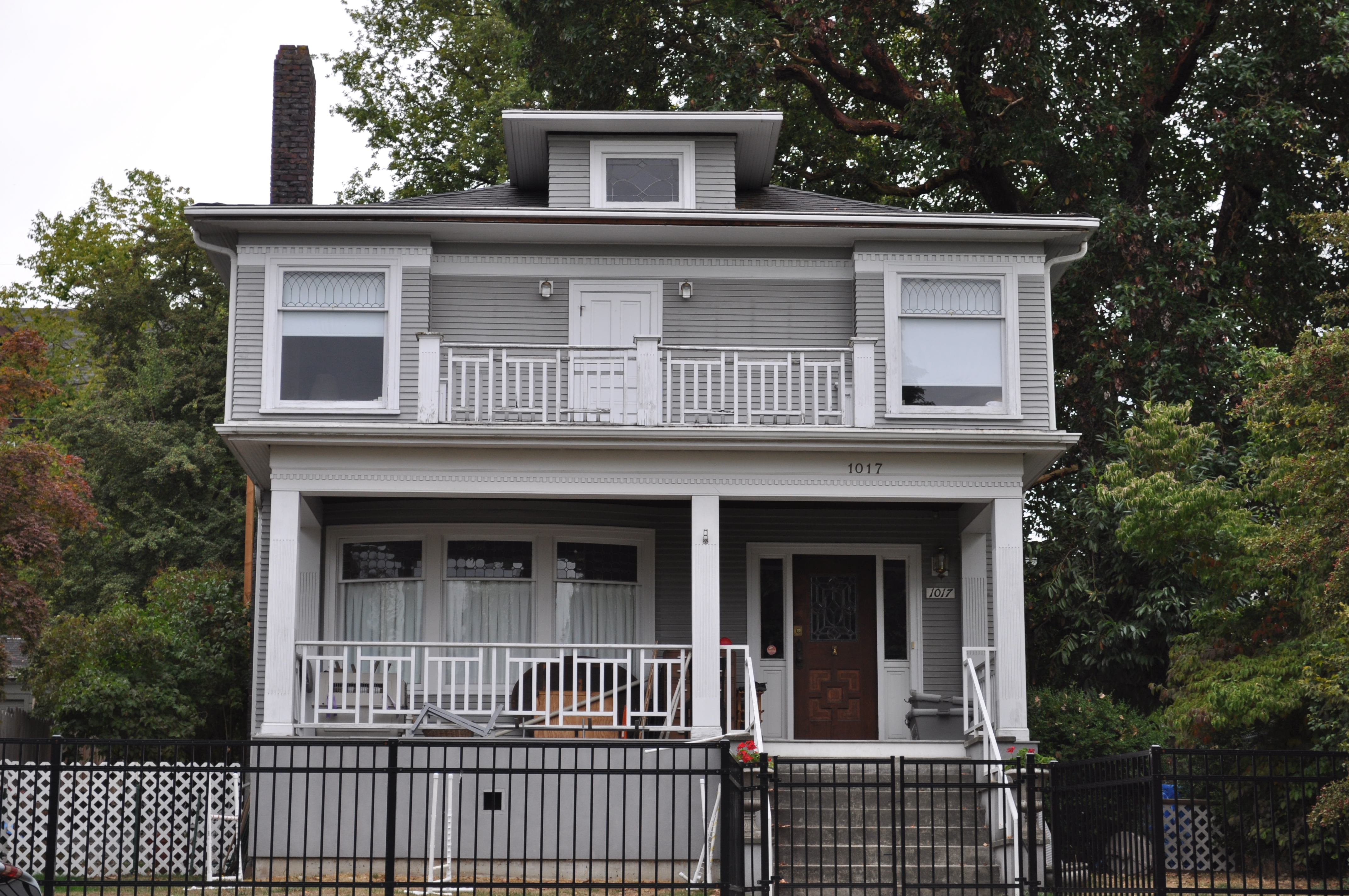
Offene Porch
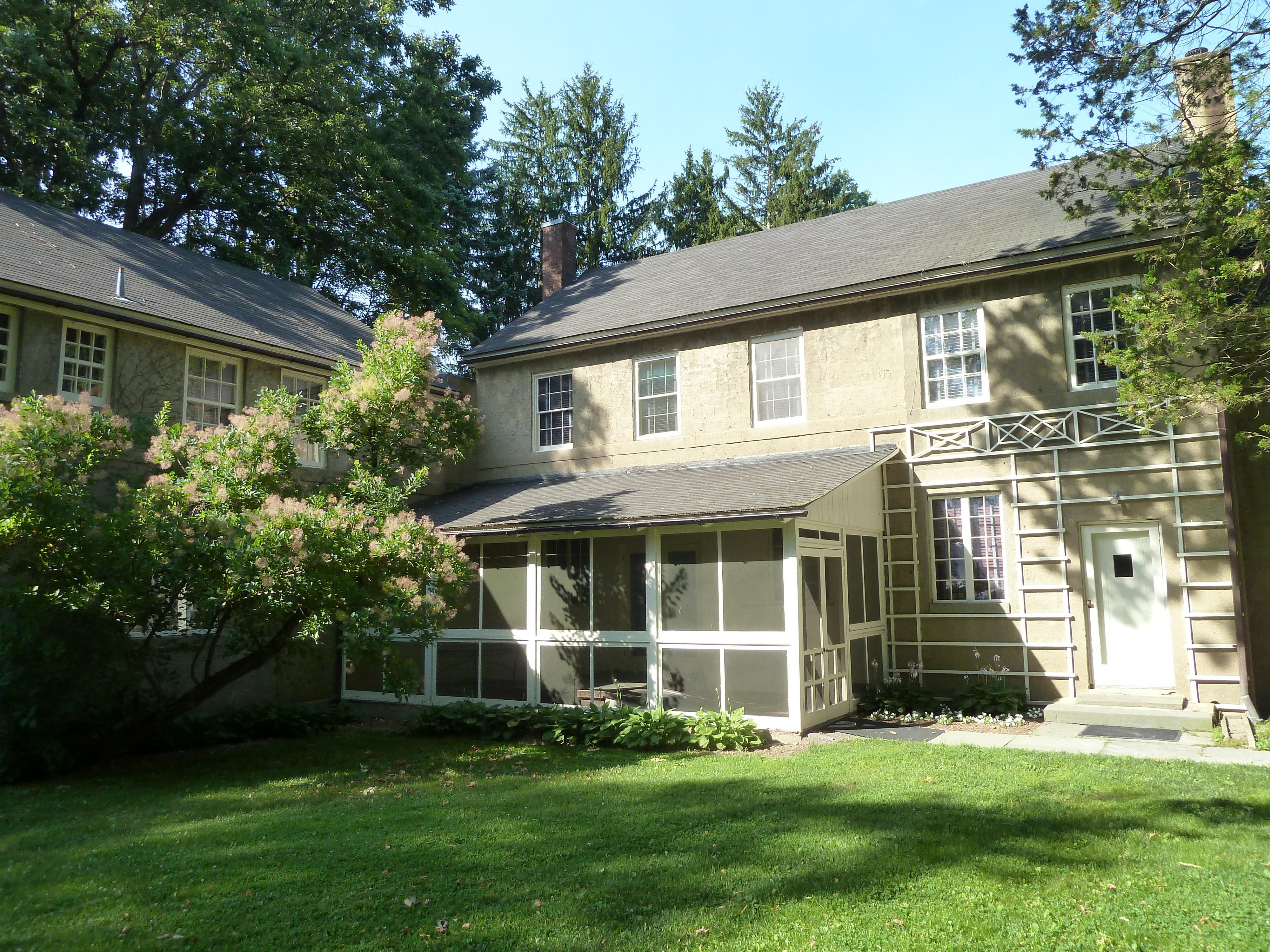
Porch mit Fliegengittern
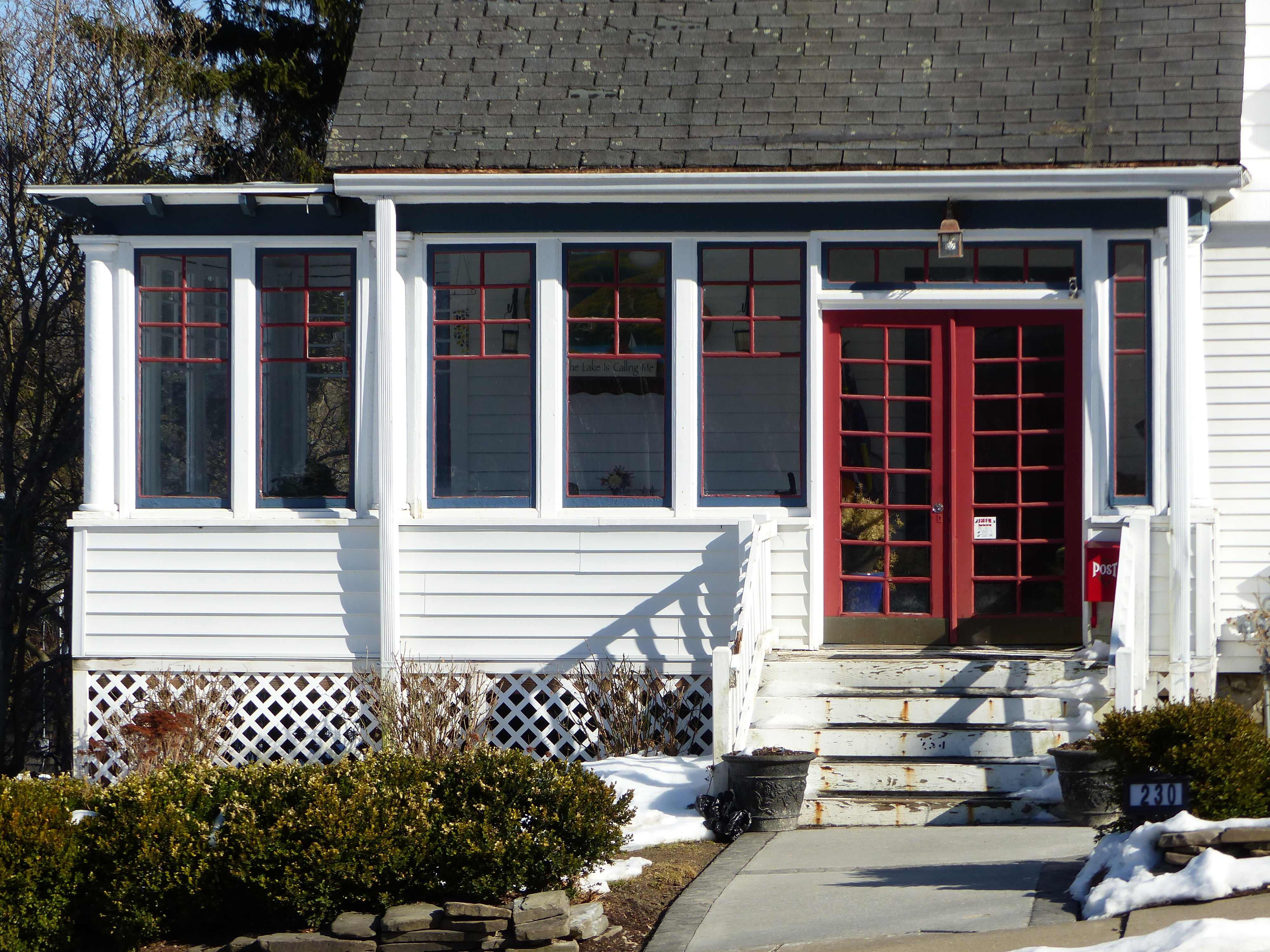
Geschlossene Porch
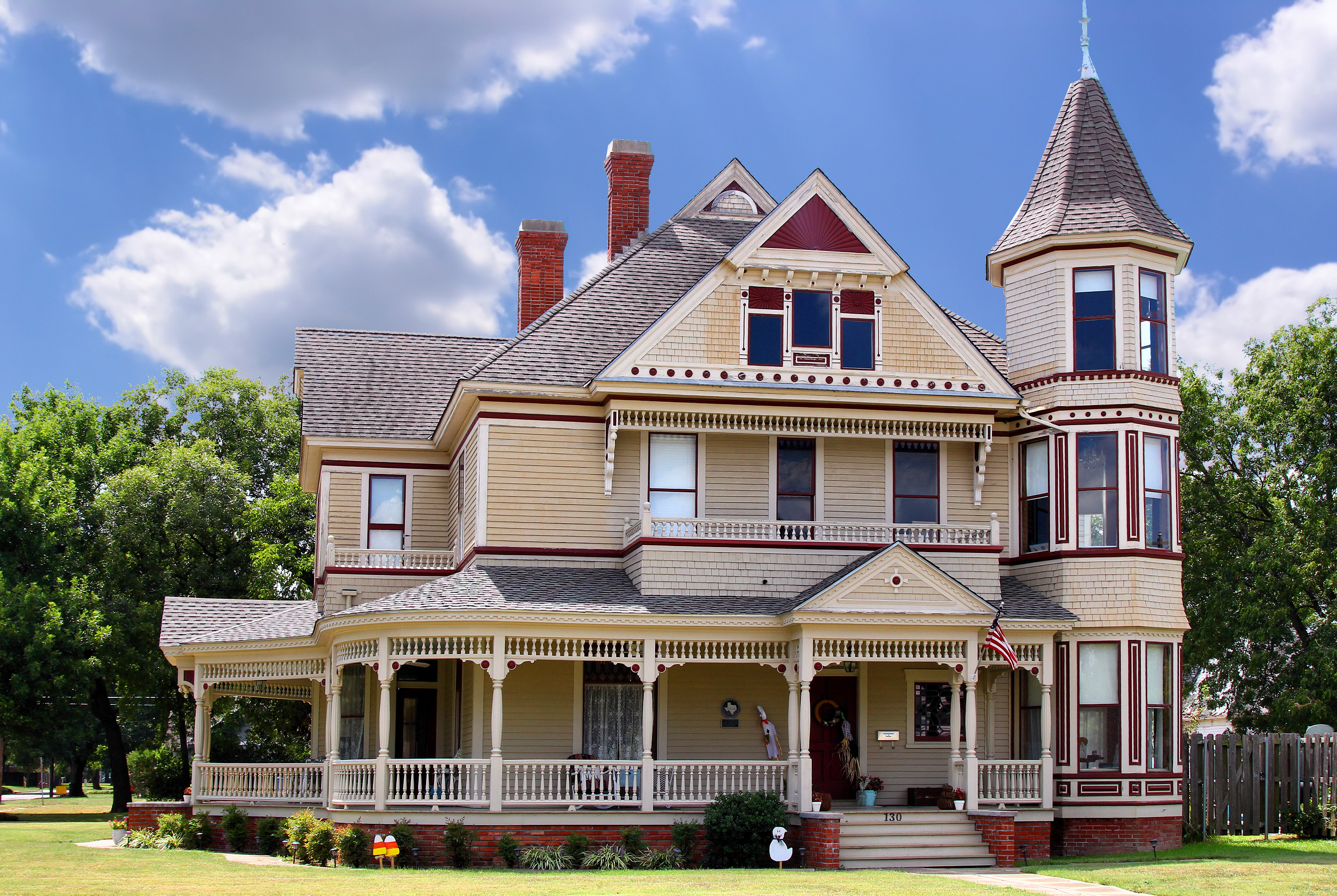
Veranda
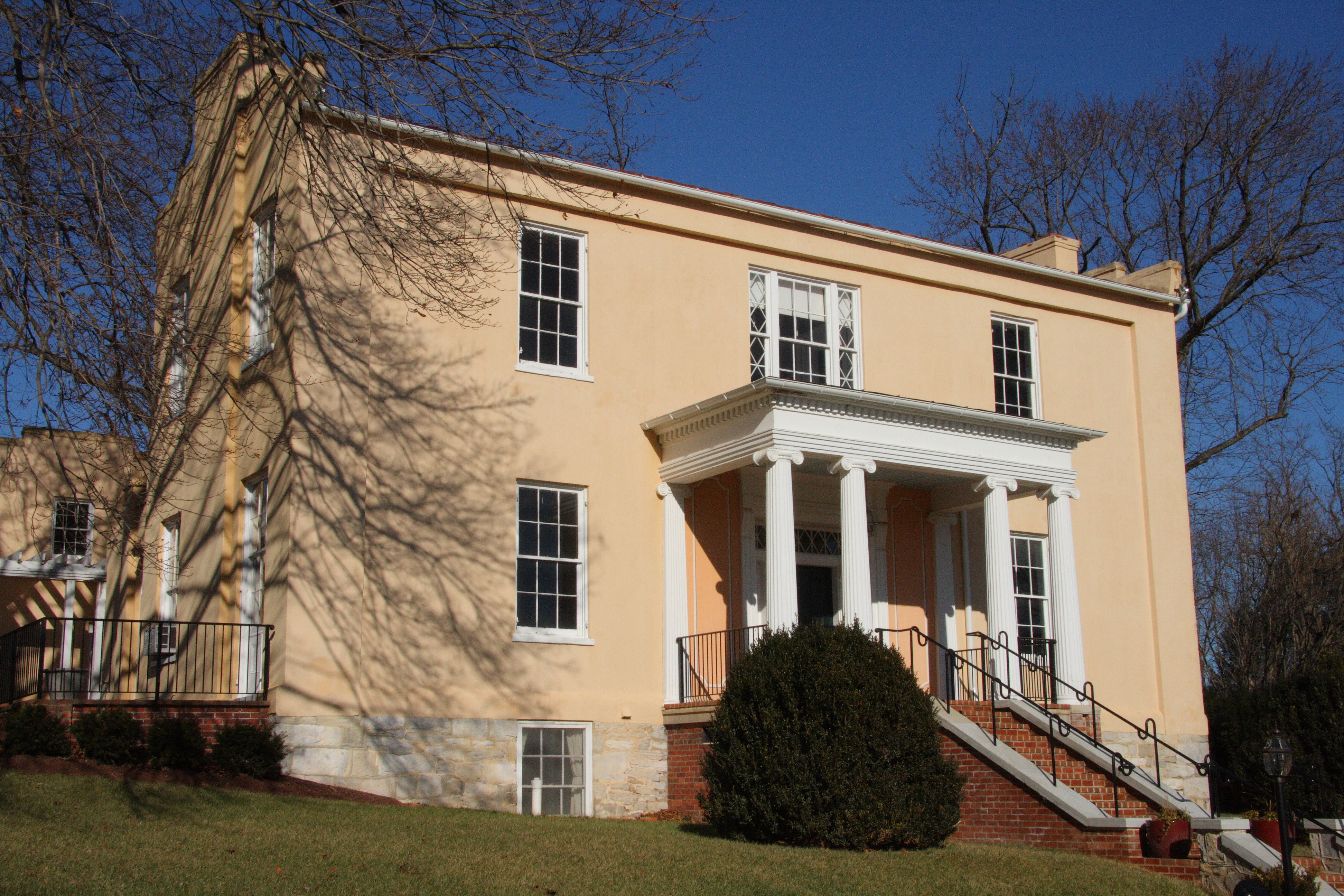
Kleiner Portico
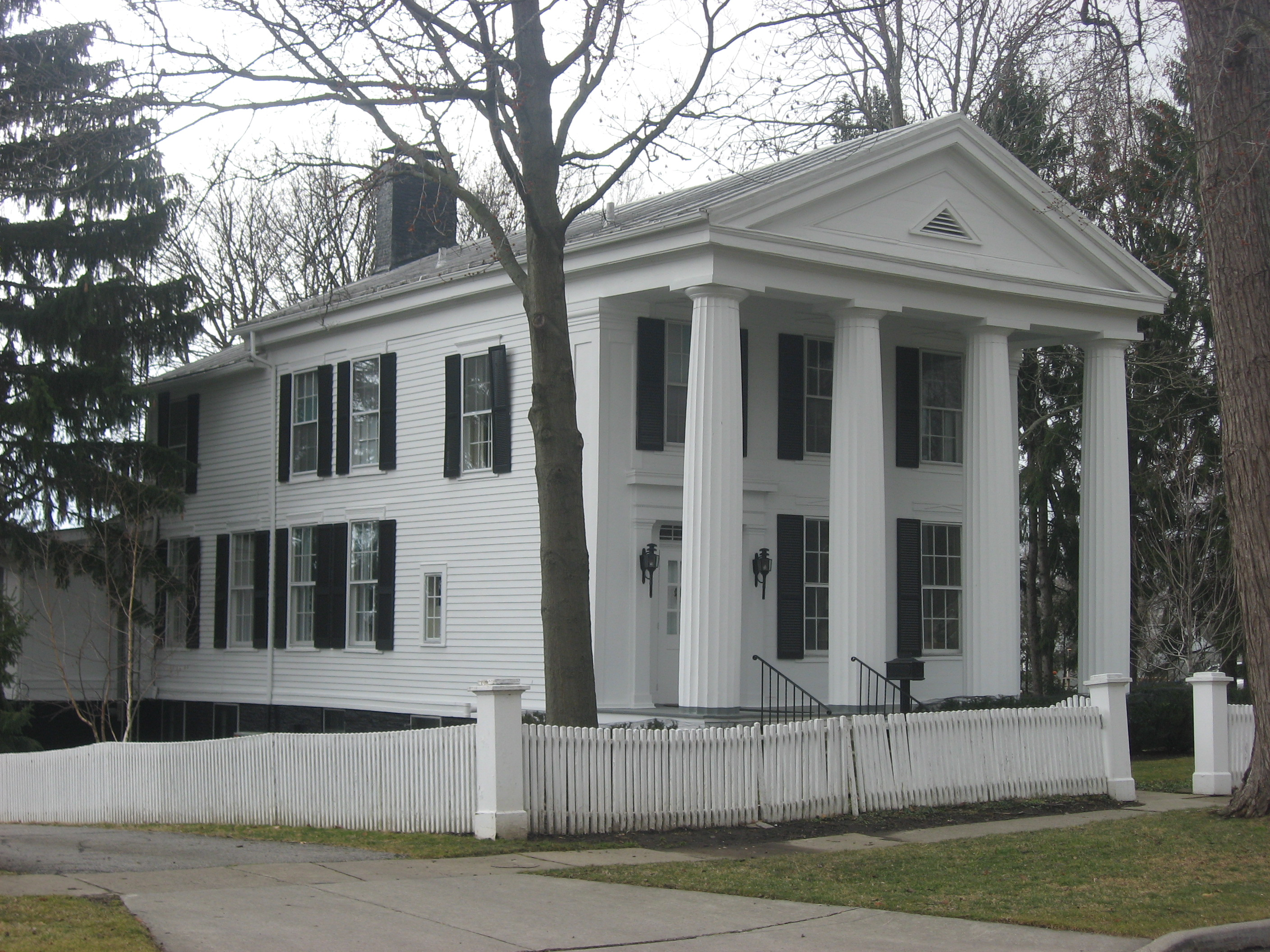
Großer Portico
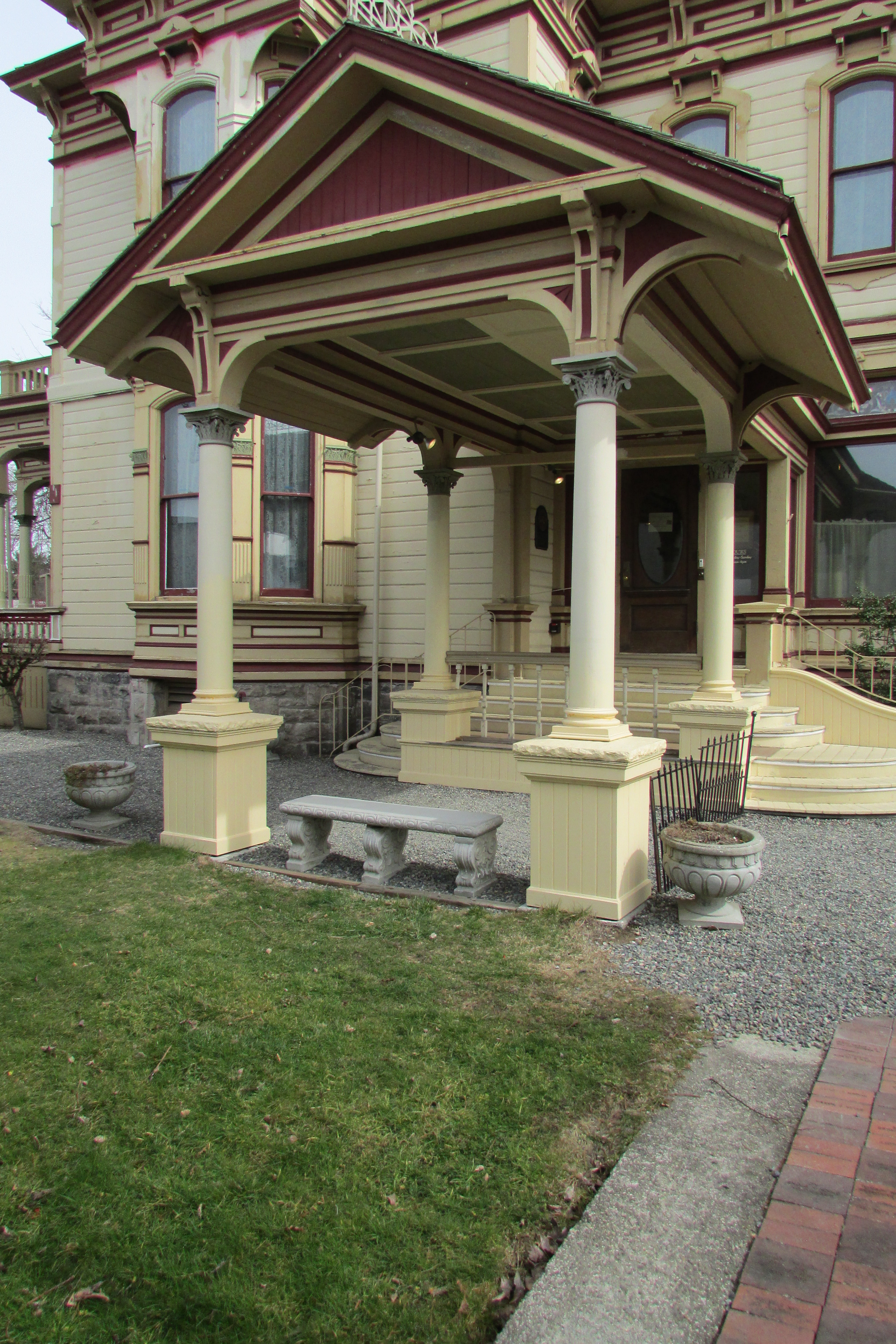
Porte-cochère